# Erika Scherer
Erika Scherer (* 23. September 1958 in Rauris) ist eine österreichische Schriftstellerin und Buchverlegerin.

## Leben
Aufgewachsen ist Frau Scherer in Bucheben (Raurisertal) im Bundesland Salzburg. Sie verfasste Lyrik und Prosa seit etwa 1978. Nach einer kaufmännischen Lehre folgte eine Ausbildung im Marketing zur Werbefachfrau. Darauf folgte der Schritt in die Selbstständigkeit mit der Gründung ihres eigenen Verlages, des Rupertus Verlags (www.rupertusverlag.at). Bekannt sind vor allem die Bücher "Auf dem Weg zum hohen Sonnblick", "Meine Spur", "Meine Tour" und "Die 13 Plagen in den Alpen", welche neben vielen anderen im Rupertus Verlag erschienen sind.
Die Mutter dreier Töchter (Susanne, Christine und Ulrike) lebt heute in Goldegg im Pongau.

## Werke
Sie ist Autorin oder Herausgeberin folgender Bücher:
- Erika Scherer u.a: Lend, Embach: eine Gemeinde im Wandel der Zeit, Hrsg.: Gemeinde Lend, 1991.
- Erika Scherer, Horst Scholz: Der alte Pinzgau. Rauter, St. Johann 1993.
- Zum Lesen, zan Vilesn und Losn. Rauter, St. Johann 1995.
- Erika Scherer, Horst Scholz: Zell am See in vergangenen Tagen. Rauter, St. Johann 1996.
- Erika Scherer: Auf dem Weg zum hohen Sonnblick. RUPERTUS Verlag, Schwarzach 2000,
- Erwin Hettegger, Fritz Koller, Erika Scherer: Chronik Schwarzach: 1906-2006. 100 Jahre-Jubiläum. Hrsg.: Gemeinde Schwarzach. Rupertus, Schwarzach 2006.
- Erika Scherer: Meine Tour, RUPERTUS Verlag, Goldegg 2009
- Christine Scherer: Meine 1.Spur, RUPERTUS Verlag, Goldegg 2011